# Soyouz TMA-03M
Soyouz TMA-03M est une mission spatiale dont le lancement a eu lieu le 21 décembre 2011 depuis le Cosmodrome de Baikonour. Elle transporte trois membres de l'Expédition 30 vers la station spatiale internationale. Il s'agit du 112e vol d'un vaisseau Soyouz depuis le premier en 1967.

## Équipage

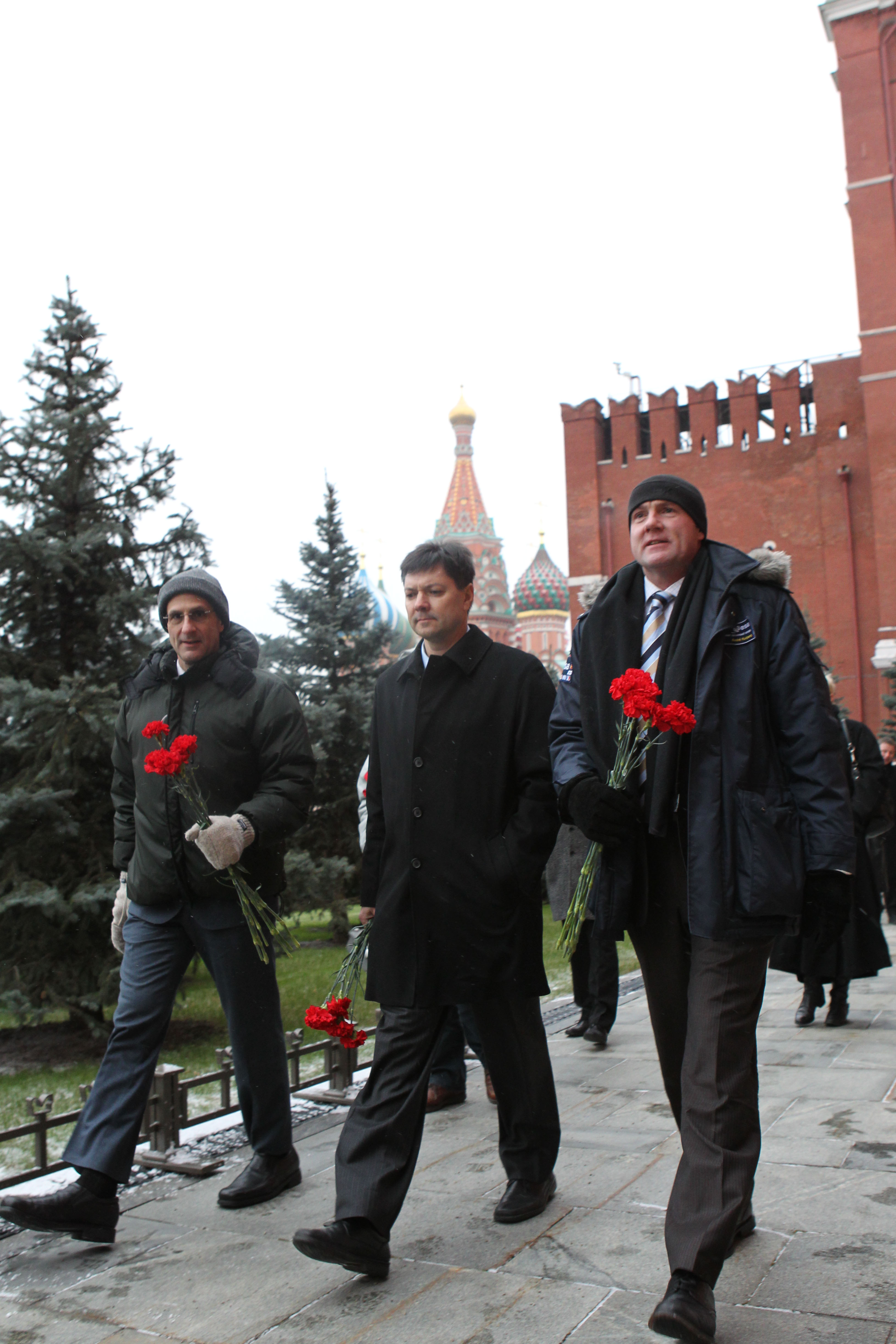
Les membres d'équipage du Soyouz TMA-03M pendant leur tour de cérémonie de la Place Rouge, le 1 décembre 2011.

- Commandant : Oleg Kononenko (2),  Russie
- Ingénieur de vol 1 : André Kuipers (2),  Pays-Bas
- Ingénieur de vol 2 : Donald Pettit (3),  États-Unis

Le chiffre entre parenthèses indique le nombre de vols spatiaux effectués par l'astronaute, Soyouz TMA-03M inclus.

### Équipage de remplacement
- Commandant : Yuri Malenchenko,  Russie
- Ingénieur de vol 1 : Sunita Williams,  États-Unis
- Ingénieur de vol 2 : Akihiko Hoshide,  Japon

## Déroulement de la mission
La mission a été lancée le 21 décembre 2011 à 17:16:15, heure de Moscou (13:16:15 GMT) en utilisant une fusée Soyouz-FG. Après un vol de 528 secondes, Soyouz ТМА-03М s’est déconnecté avec succès du troisième étage de la fusée sur une orbite de satellite.
Le lancement a eu lieu un peu plus d'une heure après le coucher du soleil à Baïkonour par temps très froid avec des températures proches de -18 degrés Celsius (0° F). Des images de télévision en direct de l'intérieur de l'engin spatial ont montré que les membres d'équipage avaient l’air détendu pendant qu’ils surveillaient l’ascension automatisée. Peu après que Soyouz soit passé sur une orbite préliminaire, le contrôle de la mission russe a déclaré : «Félicitations, les gars, vous êtes sur une bonne insertion, (il n’y a) pas de problèmes avec la télémétrie ou toutes autres choses pour le moment, nous vous souhaitons bonne chance. Vous êtes des personnes expérimentées, je suis sûr que tout va continuer d’aller très bien".

## Galerie

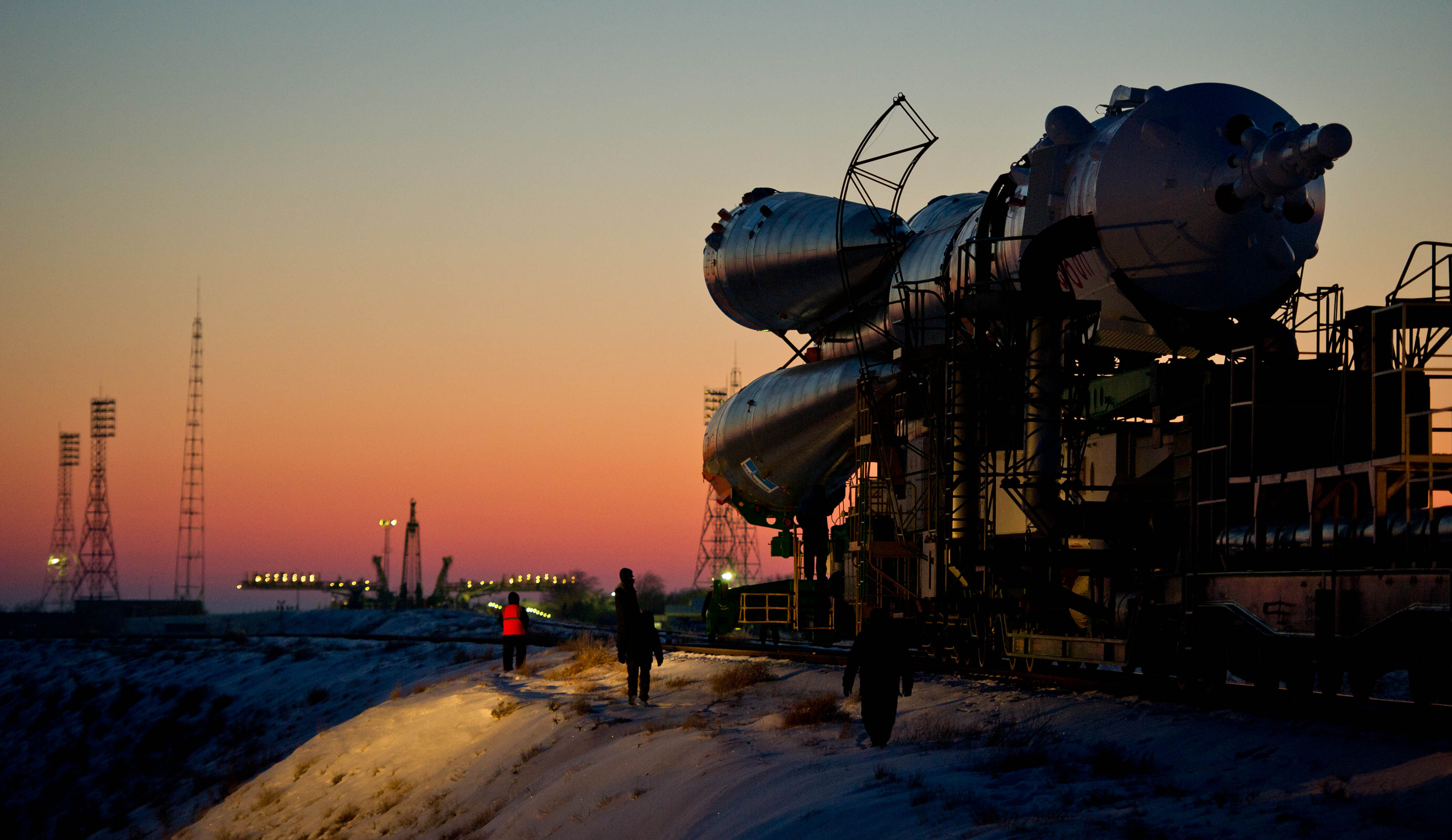
Transport vers le pas de tir.
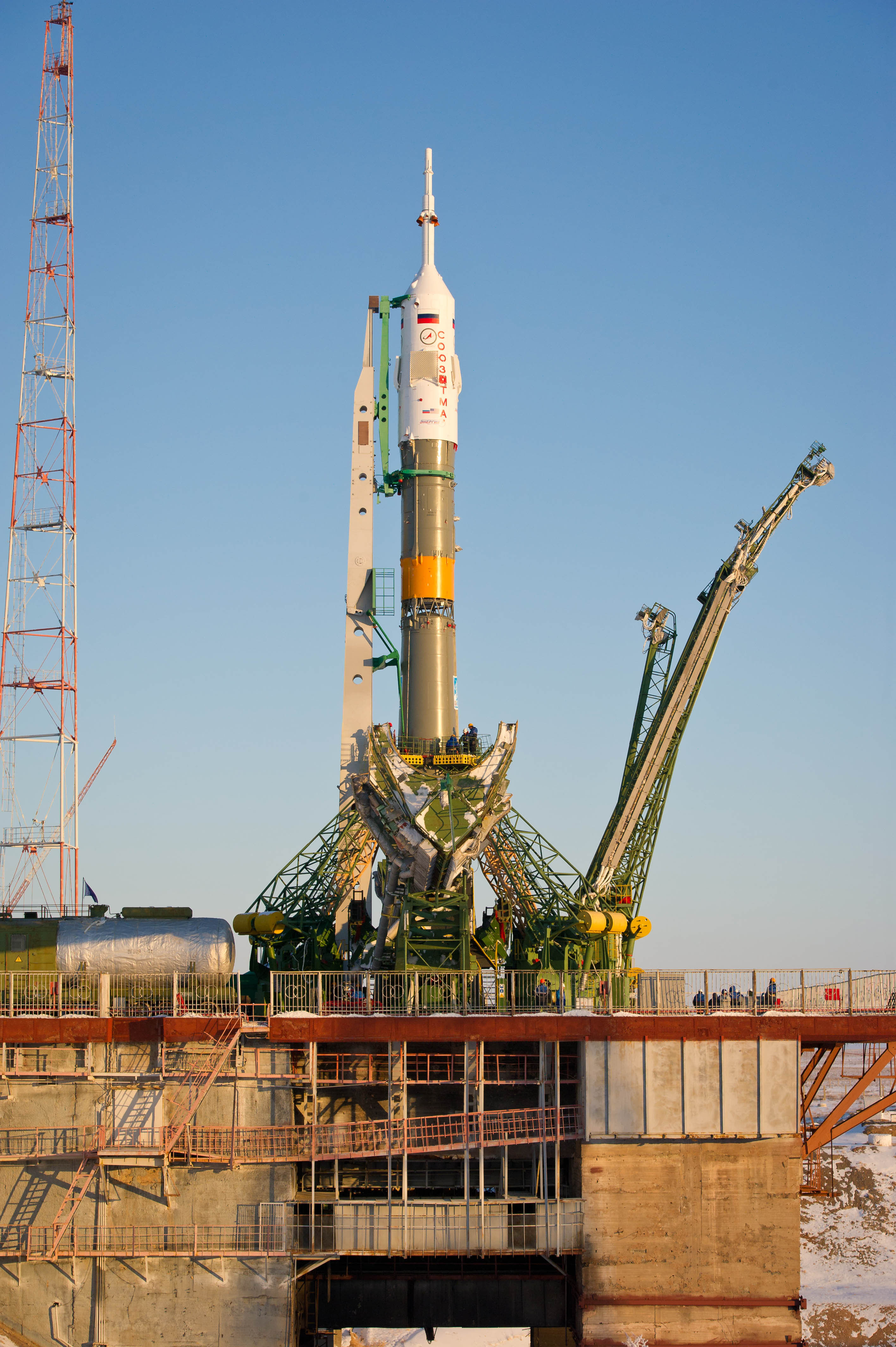
Soyouz ТМА-03M en position sur le pas de tir, le 19 décembre 2011.
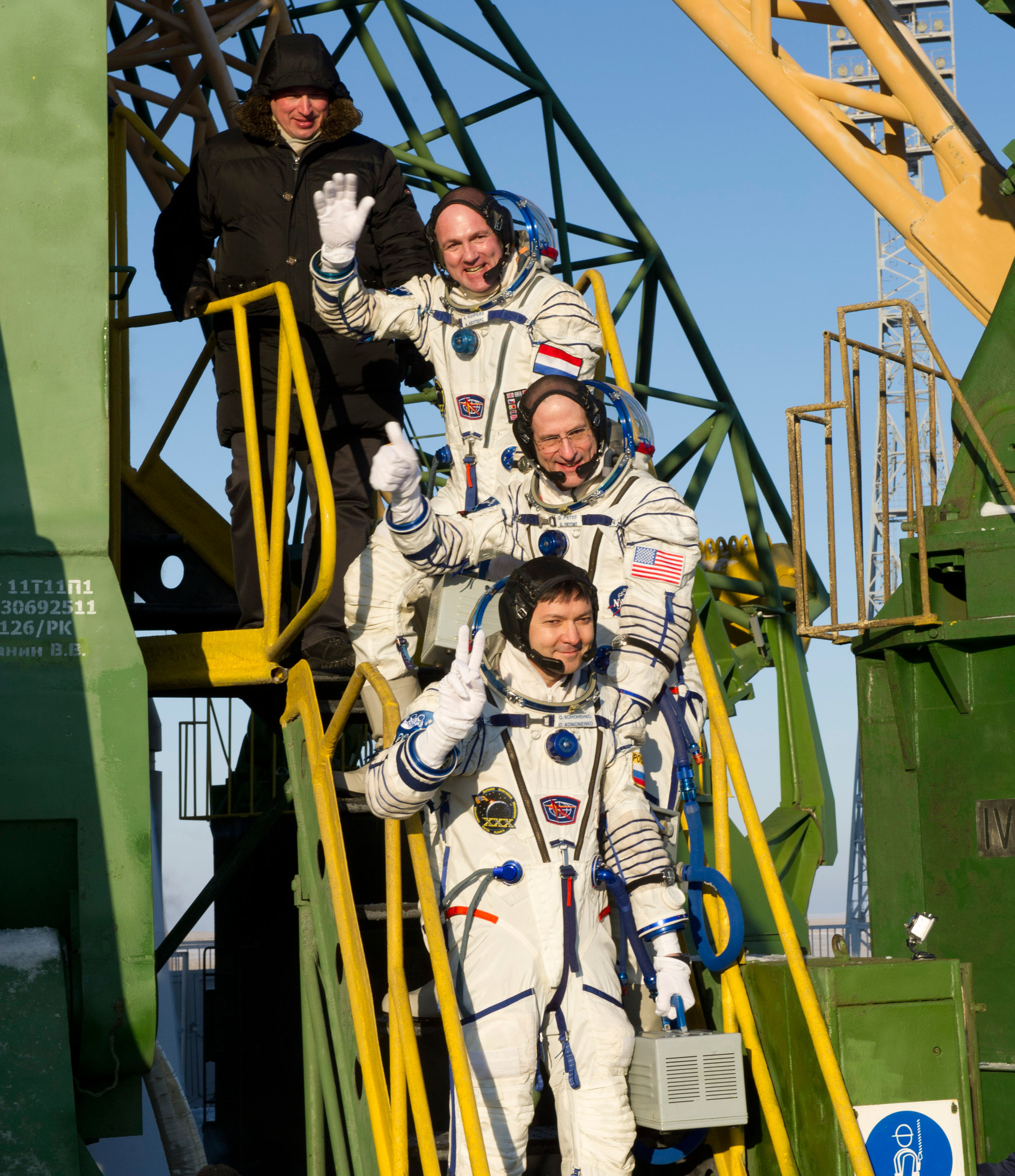
Les membres d’équipage juste avant l’embarquement.
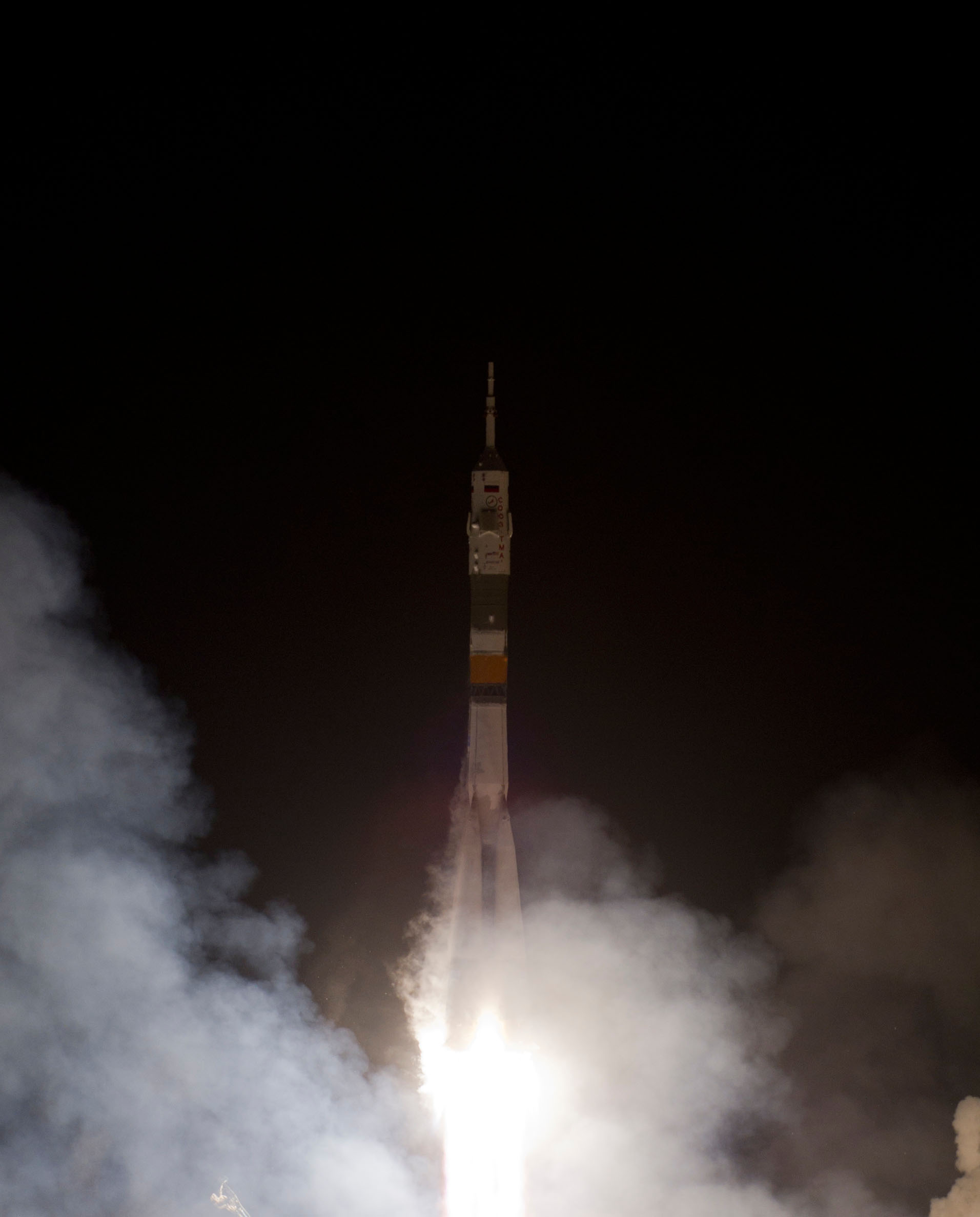
Soyouz TMA-03M décolle depuis Baïkonour.
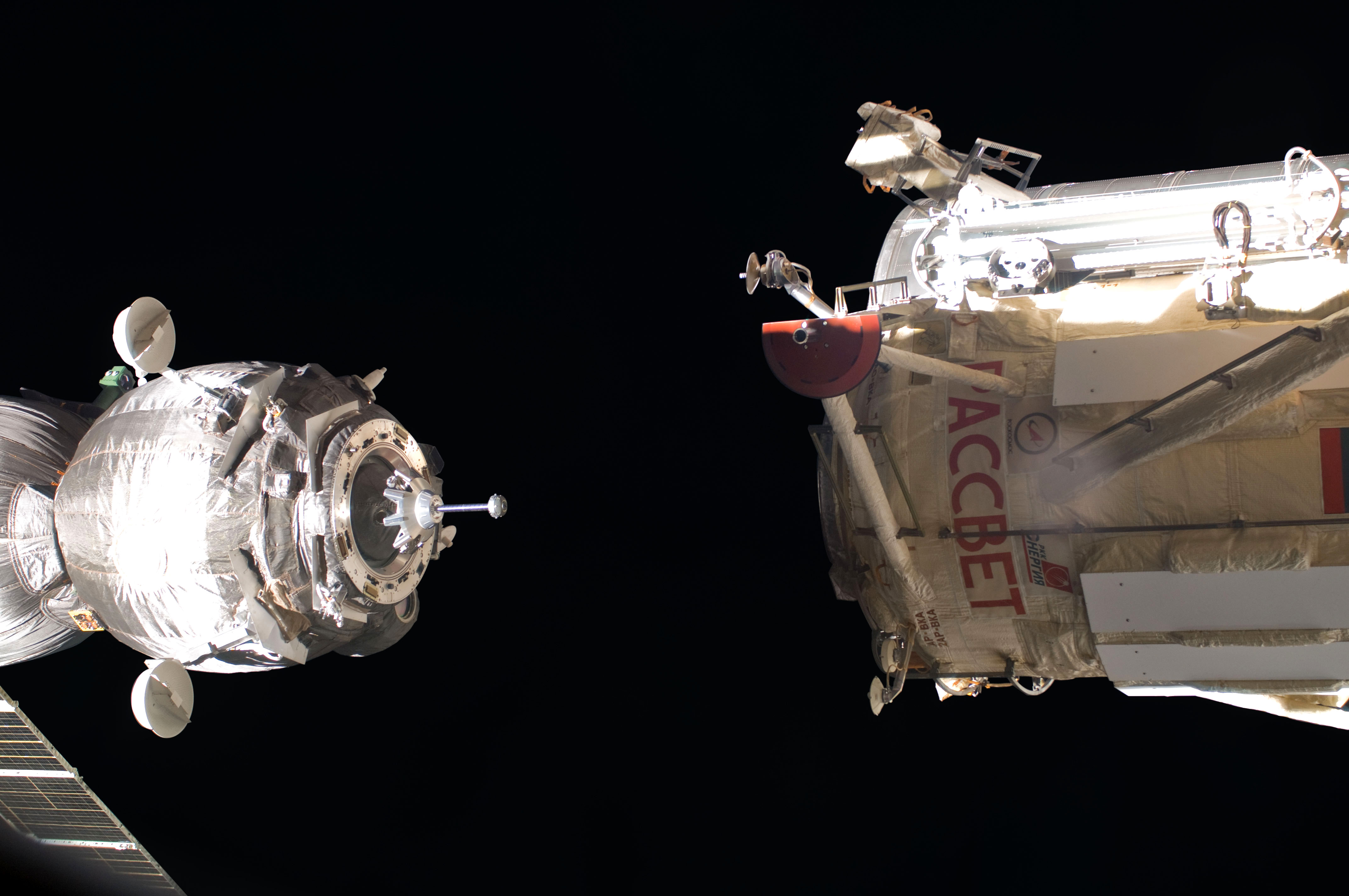
Soyouz TMA-03M à l'approche du module Rassvet pour l’amarrage.
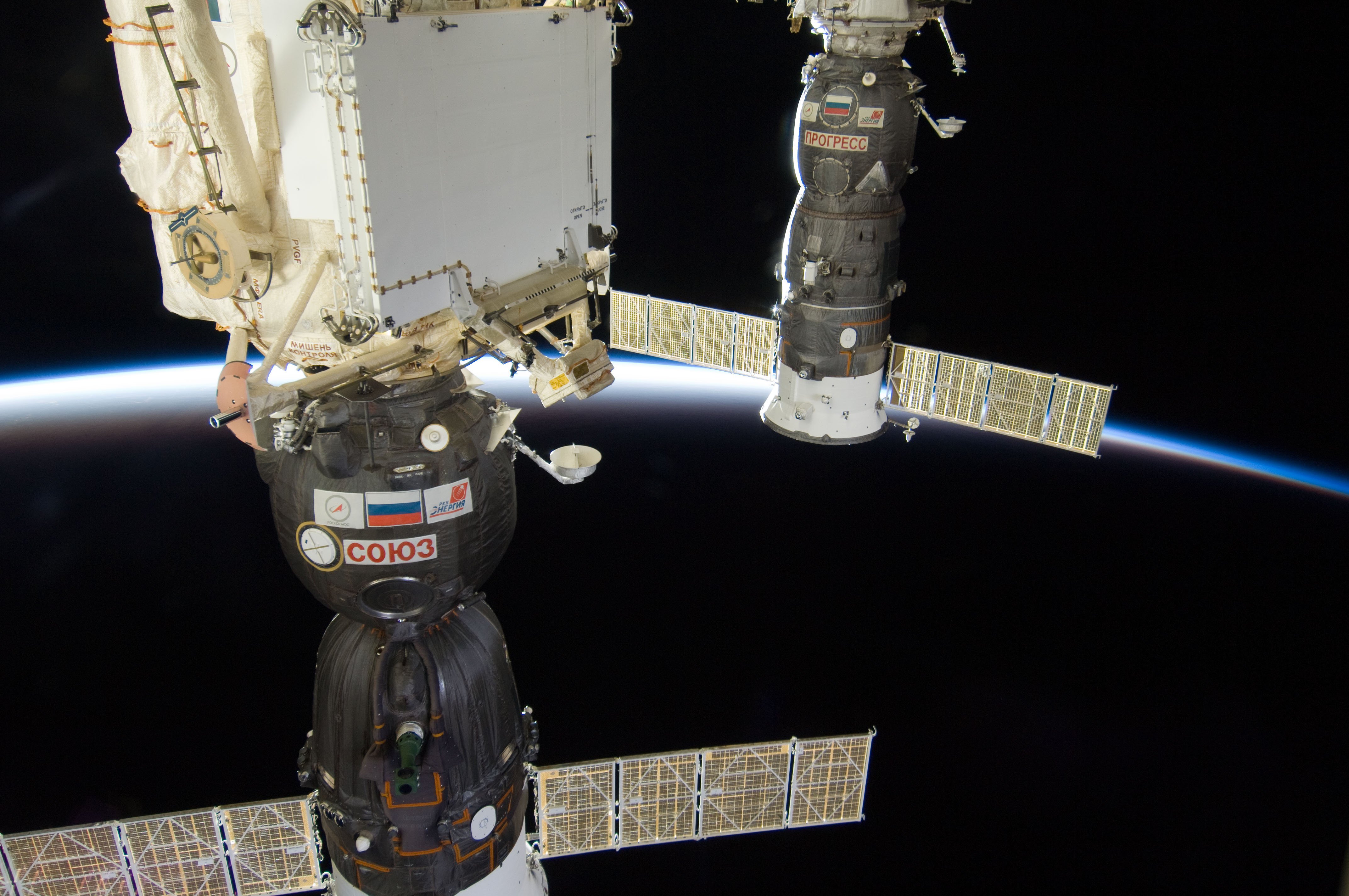
Soyouz TMA-21 amarré à Rassvet et Progress M-13M (en) amarré à Pirs.
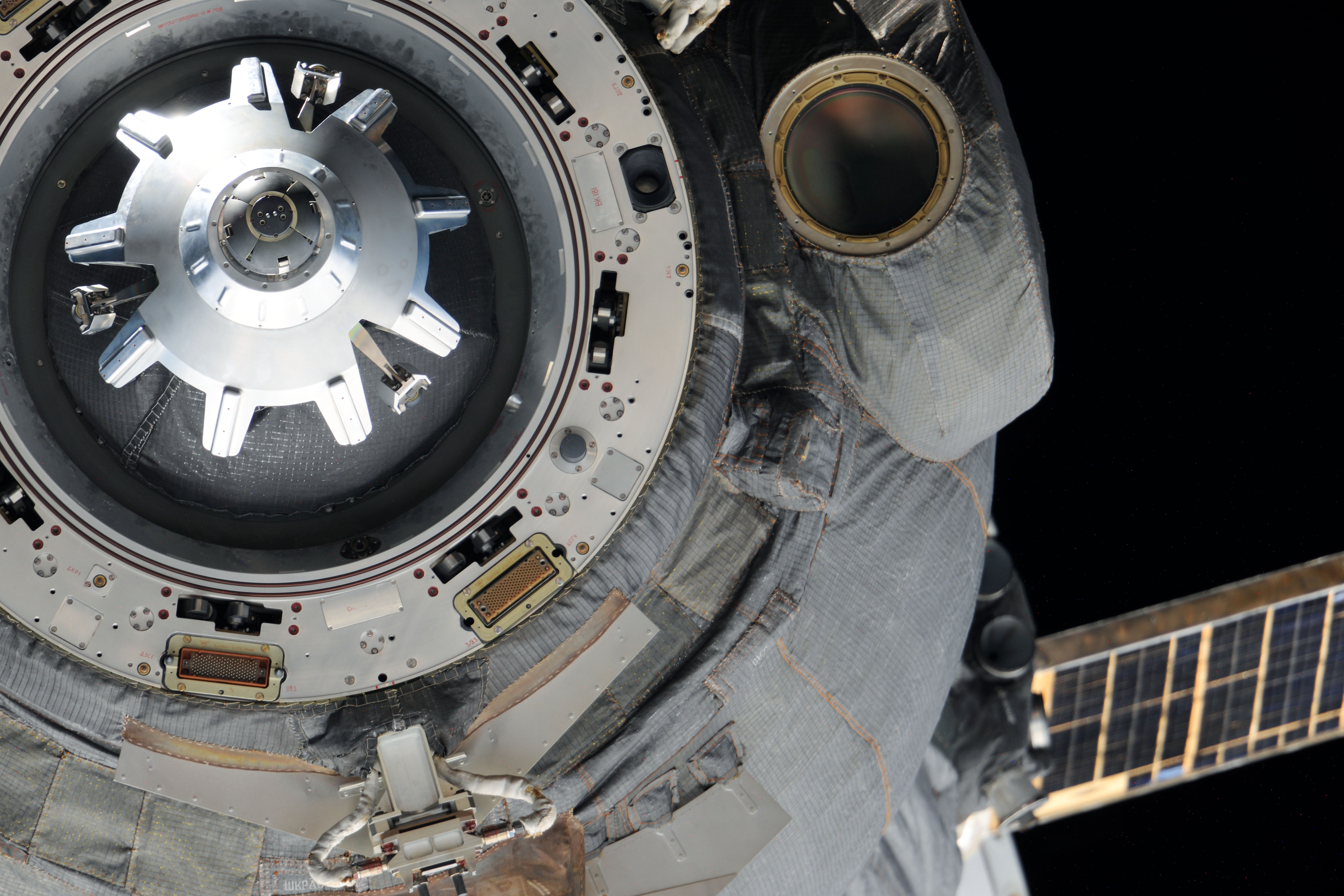
Soyouz TMA-03M se désamarre du module Rassvet.
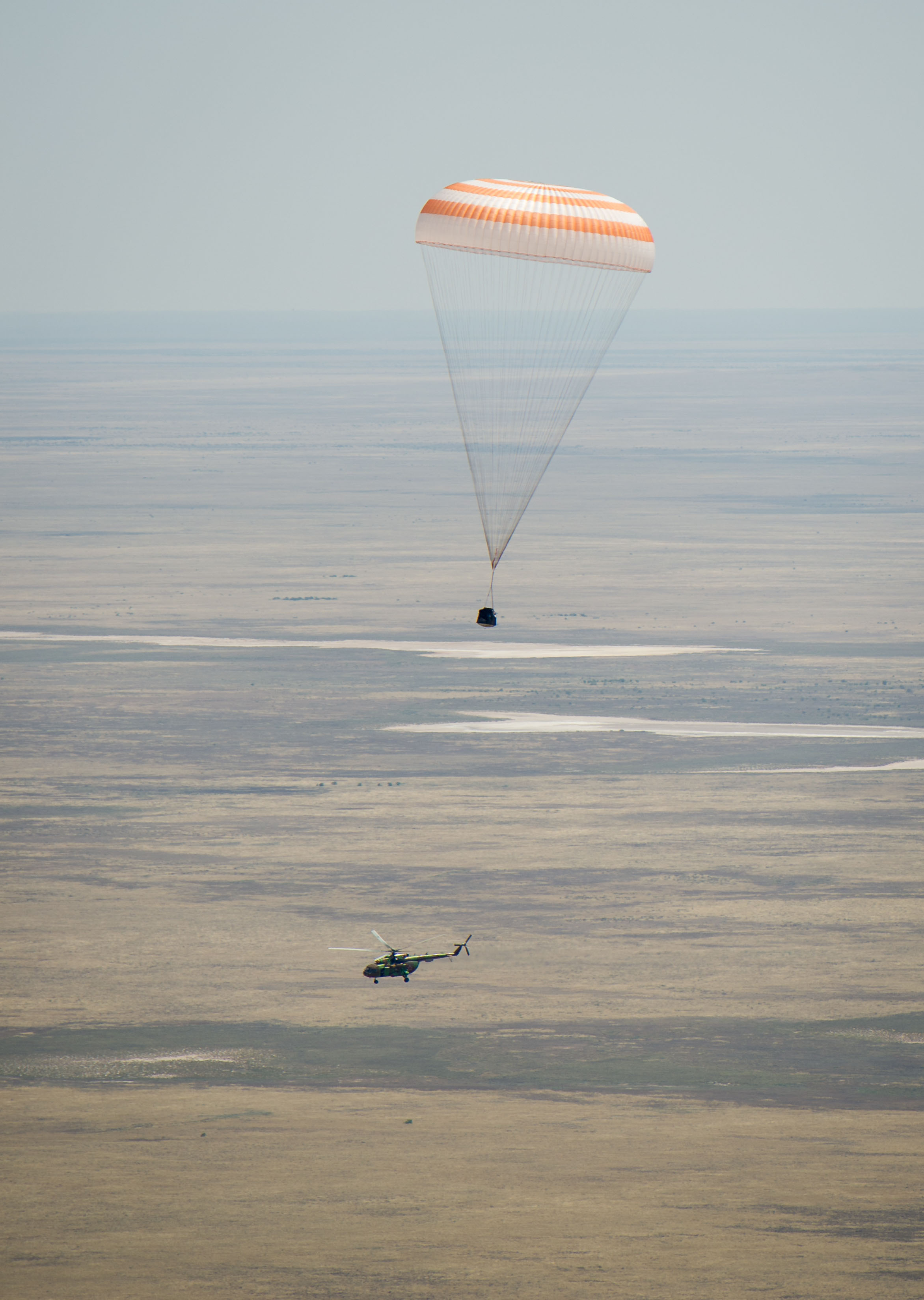
La capsule Soyouz TMA-03M pendant la descente.
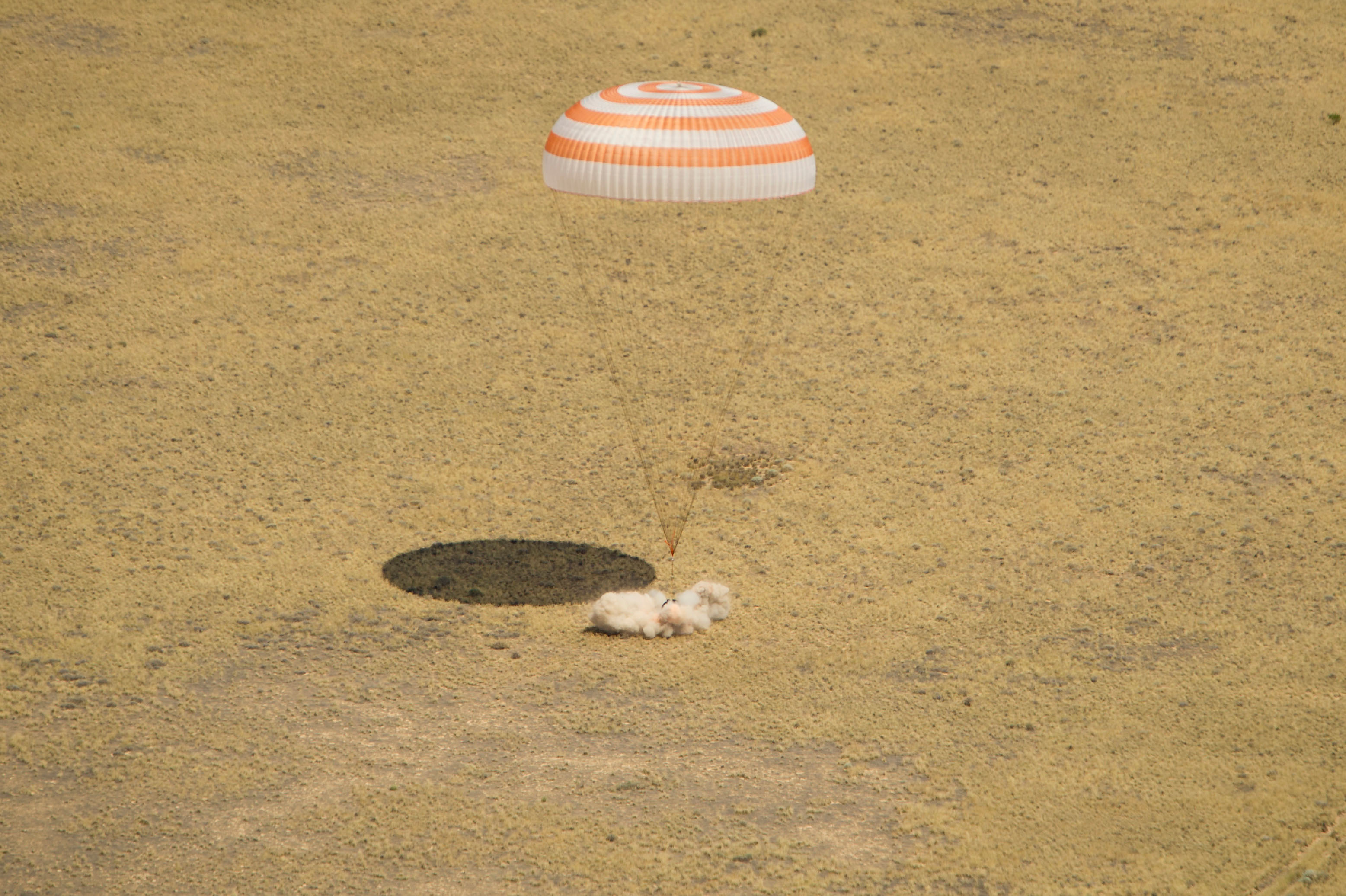
Atterrissage de Soyouz TMA-03M dans le centre du Kazakhstan.
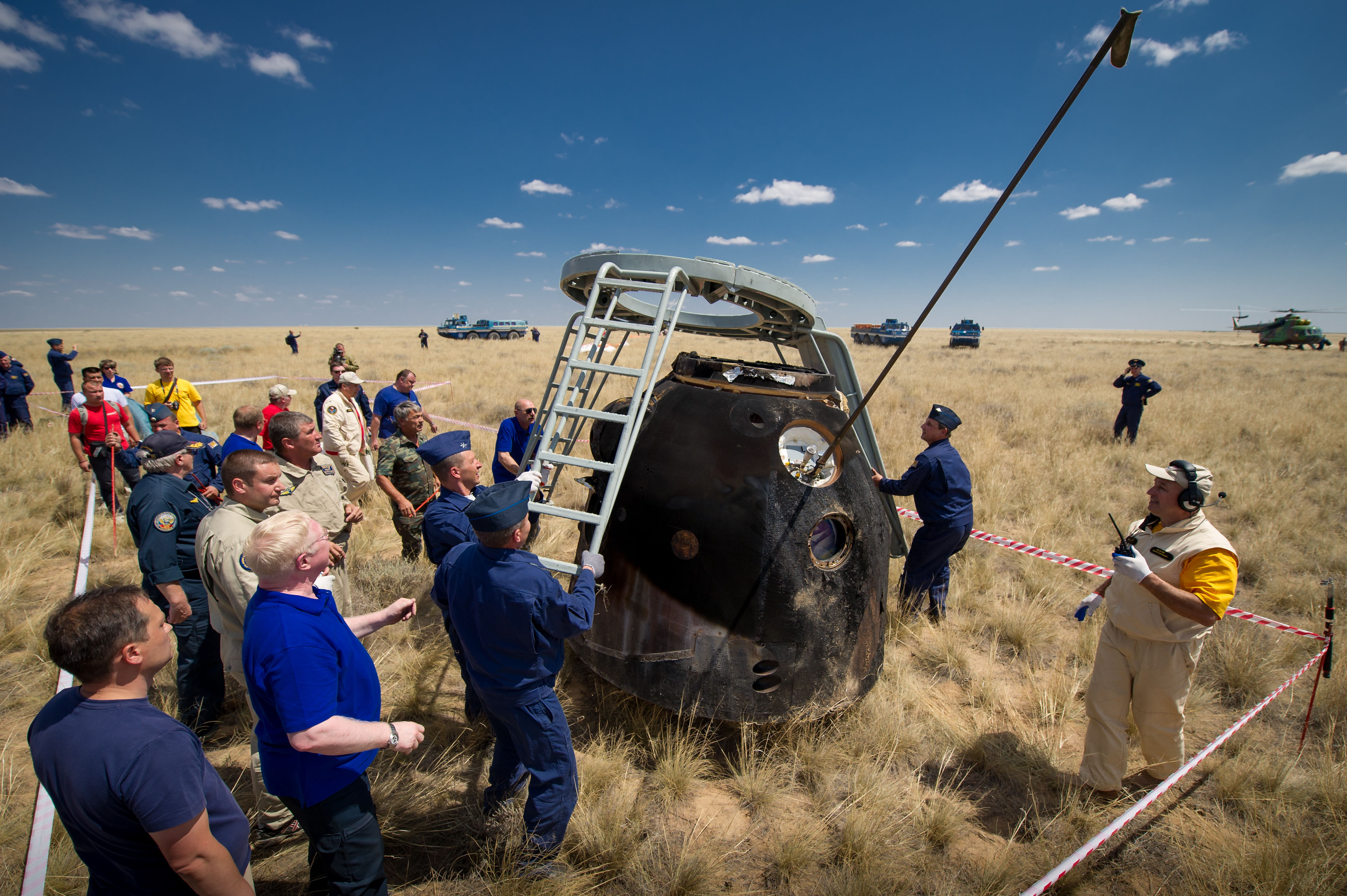
Le personnel de soutien russe aide les membres à quitter la capsule.
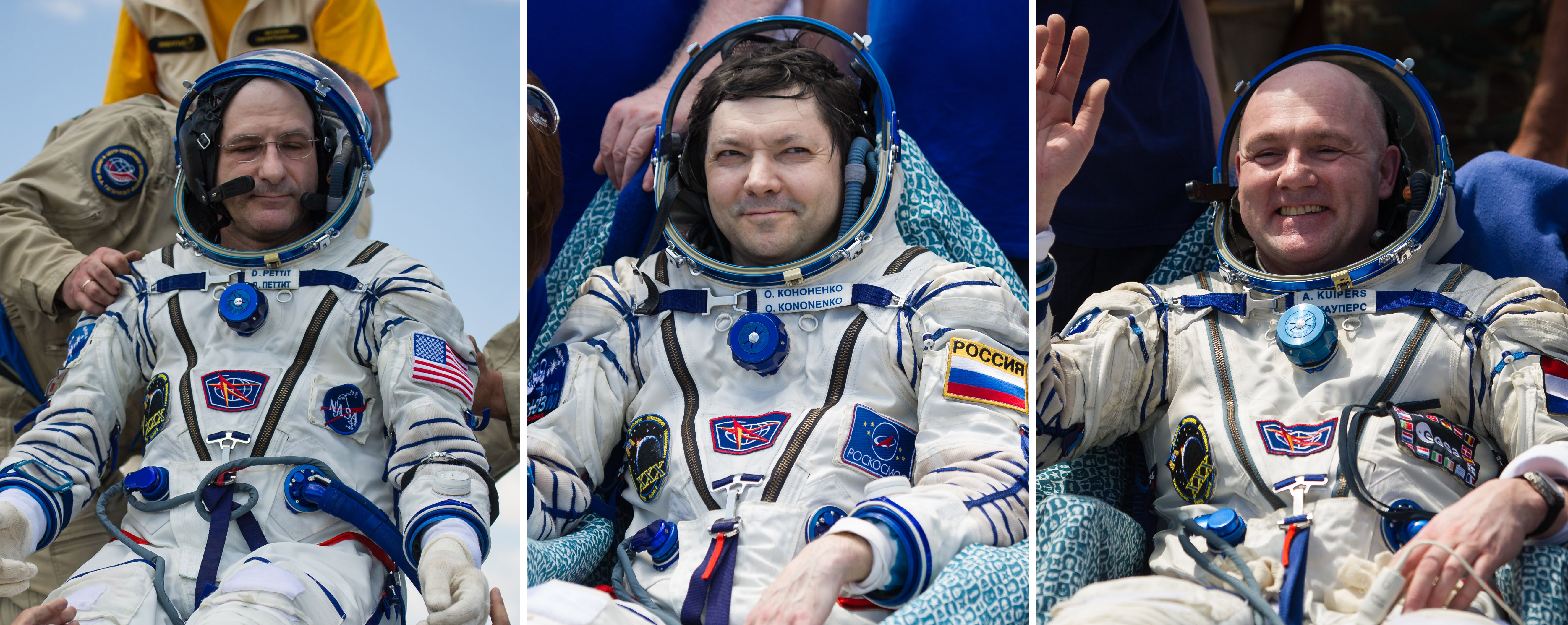
Les membres d'équipage pris en photo peu de temps après l'atterrissage.
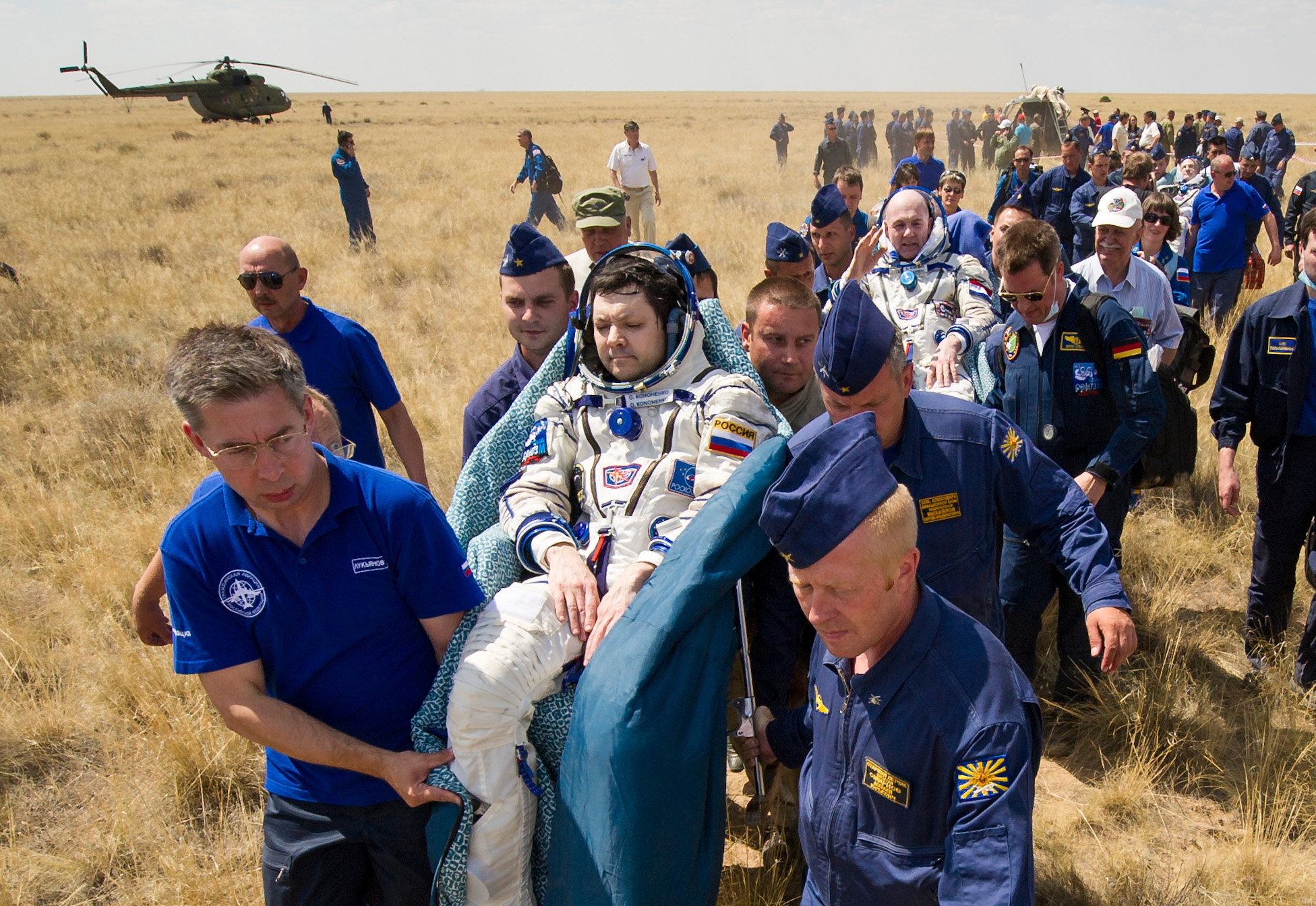
Le personnel de soutien transporte les membres vers la tente médicale.